# Sinus cervicalis

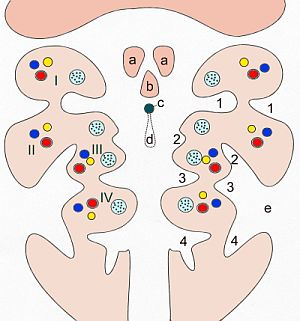
Schematische Darstellung der Cervicalregion beim menschlichen Embryo: I-IV: Schlundbögen, 1-4: Schlundtaschen (innen) bzw. Schlundfurchen (außen), a Tuberculum laterale, b Tuberculum impar, c Foramen caecum, d Ductus thyreoglossus, e Sinus cervicalis.

Der Sinus cervicalis, deutsch auch als Halsdreieck bezeichnet, ist eine mit ektodermalem Gewebe ausgekleidete Einstülpung in der Außenseite der Cervicalregion (Branchialregion, „Kiemendarm“) von Säugetierembryos. Die zweite, dritte und vierte Schlundfurche münden in den Sinus cervicalis ein. Er entsteht (beim Menschen in der vierten Schwangerschaftswoche) dadurch, dass sich das Mesenchym des zweiten Schlundbogens durch verstärktes Wachstum kaudad ausdehnt, bis es mit der Herzanlage verschmilzt. Dieser Auswuchs wird als Operculum (lat.: „Deckel“) bezeichnet, da er den Sinus cervicalis deckelartig überlappt. Nach Verschmelzen des Operculums mit dem Herzwulst ist der Sinus cervicalis nunmehr von der äußeren Oberfläche abgeschnürt und wird dann als Vesicula cervicalis bezeichnet. Sinus cervicalis bzw. Vesicula cervicalis sind so genannte transitorische Strukturen, das heißt, sie werden im Laufe der weiteren Embryonalentwicklung zurückgebildet und verschwinden normalerweise vollständig.

## Klinik beim Menschen
Bei Entwicklungsfehlern im Zusammenhang mit dem Sinus cervicalis entstehen am vorderen (ventralen) Rand des Musculus sternocleidomastoideus sogenannte laterale branchiogene Halszysten oder Halsfisteln. Ursächlich für die Bildung von Halszysten ist eine unvollständige Rückbildung der Vesicula cervicalis. Verschmilzt das Operculum gar nicht erst vollständig mit dem Herzwulst, führt das zu Halsfisteln. Hierbei werden die häufigeren äußeren von den selteneren inneren branchiogenen Fisteln unterschieden.